# Похождения Дон Жуана
«Похождения Дон Жуана» (англ. Adventures Of Don Juan) — кинофильм режиссёра Винсента Шермана.

## Сюжет
После громкого дипломатического скандала в Англии испанский дворянин дон Жуан де Маранья возвращается в Мадрид. Стремясь реабилитировать себя в глазах короля Филлипа и королевы Маргариты, он помогает им раскрыть заговор коварного герцога де Лорки, жаждущего свергнуть монархов, захватить власть и объявить войну Англии.

## В ролях
- Эррол Флинн — Дон Жуан
- Вивека Линдфорс — королева Маргарита
- Роберт Дуглас — герцог де Лорка
- Ромни Брент — король Филлип III
- Энн Разерфорд — донна Елена
- Роберт Уорик — Дон Хозе, граф де Полан
- Мэри Стюарт — Екатерина
- Хелен Уэсткотт — леди Диана
- Дуглас Кеннеди — Дон Родриго
- Леон Беласко — Дон де Кордоба (в титрах не указан)

## Награды и номинации
| Премия | Категория                            | Имя                                 | Результат |
| ------ | ------------------------------------ | ----------------------------------- | --------- |
| Оскар  | Лучший дизайн костюмов               | Ли Роудс, Травилла, Марджори Бест   | Победа    |
| Оскар  | Лучшая работа художника-постановщика | Эдвард Каррере, Лайл Б. Райфшнайдер | Номинация |